# Vorwahl 032 (Deutschland)
Die Vorwahl 032 bildet in Deutschland einen ortsunabhängigen Rufnummernraum für Nationale Teilnehmerrufnummern (NTR). Sie ist die Vorwahl ohne Ortsnetzbezug. Ansonsten überwacht die Bundesnetzagentur streng, dass Teilnehmer in ihrer Wohnung oder ihrem Unternehmensstandort nur Rufnummern des jeweiligen geographischen Ortsnetzes erhalten.

## Auswirkungen und Anwendungen
Da der 032-Rufnummernraum ortsunabhängig ist, kann die Teilnehmerrufnummer inklusive Vorwahl auch nach einem Umzug des Teilnehmers jenseits der geographischen Ortsnetzgrenzen beibehalten werden.
Für Telefondienstleister, insbesondere VoIP-Anbieter, ergibt sich der Vorteil, dass bundesweit Telefondienste angeboten werden können, ohne auf die Rufnummern der 5200 Ortsnetze angewiesen zu sein.
Mit den 032-Nummern steht seit der Carrier Selection Phase II (Juli 2000) wieder ein nichtgeographischer ortsunabhängiger nationaler Rufnummernraum jenseits der Mobilfunkrufnummern zur Verfügung.
Die NTR sind eine Alternative (sowohl aus Anrufersicht als auch für den Nummerninhaber) zu 0700-Rufnummern.
Eine weitere Anwendungsmöglichkeit ergibt sich als Ersatz von 0180-Nummern. So wichen etwa die Unified-Messaging-Dienste von Arcor-PIA bzw. Web.de und GMX auf Rufnummern der 032-Gasse aus, nachdem die Bundesnetzagentur den Einsatz von Ortsrufnummern, verlängerten 0180er-Nummern und Nummern der Gasse 012 für solche Dienste untersagt hatte.
Auch Behörden und Unternehmen, die für ihre eingehenden telefonischen Kundenkontakte die für Anrufer relativ kostspieligen 0180-Nummern einsetzen, um für sie selbst kostengünstiges ortsunabhängiges Routing und eine überregionale Rufnummer zu erhalten, könnten alternativ 032-Rufnummern einsetzen. Dies auch deshalb, weil zunehmend von herkömmlichem Festnetz-Routing auf VoIP migriert wird.

## Nachteile
In nahezu allen Mobilfunktarifen entstehen bei der Anwahl von 032-Nummern höhere Kosten (auch bei Anrufen aus dem Heimbereich) als bei Verbindungen zu Rufnummern mit geografischer Ortsnetzkennzahl, selbst wenn ein Mobilfunk-Pauschaltarif (Flatrate) abgeschlossen wurde.
Die meisten Nutzer sind sich nicht bewusst, dass Gespräche zu den 032-Rufnummern höhere Kosten verursachen, da es sich dem Anschein nach um eine gewöhnliche deutsche Festnetzvorwahl handelt.
Aus dem Festnetz ist es zwar grundsätzlich üblich, Gespräche zu nationalen Teilnehmerrufnummern wie normale Ferngespräche zu bepreisen. Bei Festnetz-Pauschaltarifen werden 032-Verbindungen jedoch von den meisten Anbietern noch mittels Zeittarif abgerechnet. Der Preis für den Anruf pro Minute muss ab dem 1. Dezember 2021 zwar in der Bewerbung angegeben, aber vor Gesprächsbeginn nicht angesagt werden (§ 109 Abs. 1 Nr. 5 TKG). Die Preisobergrenze beträgt ab dem 1. Dezember 2021 0,09 €/Min (§ 112 Abs. 5 TKG).
Defizite bestanden zusätzlich noch bei der Erreichbarkeit von 032-Rufnummern. Nachdem anfangs 032-Rufnummern nur von wenigen Netzbetreibern geroutet wurden, hat sich die Situation weitgehend normalisiert; selbst die Probleme im Bereich der Call-by-Call-Anbieter, der VoIP-Provider und aus dem Ausland, die über längere Zeit bestanden, sind weitgehend gelöst.
Die Schaltung von 032-Rufnummern wird nicht von allen Anbietern ermöglicht – dies trifft jedoch auch auf von VoIP-Anbietern zugeteilte geographische Festnetznummern zu.

## Akzeptanz
Die 032-Rufnummern konnten sich bei VoIP-Providern bisher nicht gegenüber gewöhnlichen geographischen Rufnummern durchsetzen, wurden zwischenzeitlich jedoch beispielsweise von den beiden größten nationalen Telefongesellschaften Deutsche Telekom und Arcor (inzwischen Vodafone) für ihre an Konsumenten gerichteten, Mitte 2009 eingestellten VoIP-Zusatzangebote genutzt. Etabliert haben sich die nationalen Teilnehmerrufnummern dagegen für Unified-Messaging-Dienste (z. B. GMX, web.de und T-Online).